# The Lions FC
Lions FC là một câu lạc bộ bóng đá Seychelles, hiện đang chơi ở Seychelles League.
Đôi bóng có trụ sở tại Cascade, Seychelles ở đảo Mahe nhưng được tạo thành từ những cầu thủ từ khắp nơi trên đảo chính Seychelles, Mahe.

## sân vận động
Hiện tại, đội chơi ở  Stade Linité sức chứa 10.000.